# ديليس روز
ديليس روز (بالإنجليزية: Dilys Rose)‏ (1954، غلاسكو في المملكة المتحدة)؛ كاتِبة وروائية اسكتلندية.